# Иван Лаловић
Иван Лаловић (Београд, 1975) српски је књижевник

## Биографија
Пореклом је из Милочана, Горње Поље код Никшића-а. Дипломирао и завршио мастер студије на Правном факултету у Београду. Песме објављује у књижевној периодици и дневним листовима.
Песме су му заступљене у  антологијама поезије:
Озарења – 255 српских песника српска поезија 19. и 20. века, Антологија српске љубавне поезије, Антологија новије српске поезије, Милутина Луја Данојлића;  Гласници невиђеног – Антологија песника рођених 1970 до 1980, Душана Стојковића и Дејана Богојевића; 365 Антологија љубавне поезије, Милоша Јанковића, Антологија српске поезије 20. Века, Гжегожа Латушинског (на пољском), Антологија српске поезије, Ненада Грујичића,  Ветар у гриви, Миодрага Сибиновића, Нису све болести за мене, Миљурка Вукадиновића и Душана Стојковића, Винопев Радомира Андрића, Антологија Уздраја Првом српском устанку, Душана Чоловића,  Песници Никшићу, Данила Мијатовића, Антологија новије српске поезије Андрее Беате Бицок, Фигуре у тексту – градови у фокусу, Миљурка Вукадиновића и Видака М. Масловарића.
О поезији Ивана Лаловића писали су и говорили: Ђорђе Оцић, Јован Пејчић, Срба Игњатовић, Радомир Андрић, Радомир Мићуновић, Мирко Арсић, Милутин Лујо Данојлић, Ненад Грујичић, Првослав Ралић, Душан Стојковић, Милош Јанковић, Горан Лабудовић Шарло, Дамир Малешев, Емсура Хамзић, Бајо Џаковић, Никола Живановић, Александар Новаковић, Марко Вукша, Милован Станковић, Петар Арбутина, Бранислав Зубовић, Иван Сокач, Мирослав Радовановић, Давид Кецман Дако, Чедомир Љубичић, Мирјана Ковачевић, Маја Белегишанин, Ђорђо Сладоје, Саша Радојчић, Растко Лончар, Милица Миленковић, Андрија Радуловић и Марко Краговић.
Члан је Удружења за културу, уметност и међународну сарадњу „Адлигат” и Удружења књижевника Србије.

## Награде и признања
- Српско перо, 2008.[11]
- Стражилово[12]
- Награда на данима Гордане Тодоровић[13][14]
- Раваничанин[15]
- Златни орфеј[16]
- Награда „Печат вароши сремскокарловачке”, за књигу песама Словенска фигура, 2019.[17][18]
- Ђурин шешир[19][20]
- Награда Небојша Деветак[21][22]
- Благодарје (УКС)[23]
- Златна значка Културно - просветне заједнице Србије[24]
- Симо Матавуљ
- Награда часописа Авлија (Рожаје) - најбоља пјесма за 2022. годину[25]
- Прва награда часописа АКТ (Ваљево) за поезију кратке форме, заједно са Браниславом Зубовићем.

## Дела
- Скровиште (1997)[26]
- Не знам где, не знам зашто (1999)[27]
- Дрангулије самоће (2001)[28]
- И на небу и на земљи (2003)[29]
- Душини одблесци (2005)[30]
- Путеви после (коауторско издање,2006),[31]
- Стара барка (2007)[32]
- Слово претка (2009)[33]
- Зимовање (2011)[34]
- Лептирице и остала чуда (2012)[35]
- Душина ратишта (2014)[36]
- На шкрге (2017)[37]
- Словенска фигура (изабране песме, 2018)[38]
- Песме љувене (збирка поезије 2021)[39]
- Којим морем (2021)
- Жабље јунаштво (2025)